# Jane Jamieson
Jane Jamieson (ur. 23 czerwca 1975 w Sydney) – australijska lekkoatletka, wieloboistka.

## Osiągnięcia
- 3 medale Uniwersjady:
  - Fukuoka 1995 – złoto
  - Pekin 2001 – złoto
  - Daegu 2003 – srebro
- 2 medale Igrzysk Wspólnoty Narodów:
  - Kuala Lumpur 1998 – srebro
  - Manchester 2002 – złoto
- 5. lokata na halowych mistrzostwach świata (pięciobój lekkoatletyczny, Maebashi 1999)
- 9. miejsce podczas pucharu świata (skok wzwyż, Madryt 2002)

Jamieson dwukrotnie reprezentowała Australię na igrzyskach olimpijskich (Atlanta 1996 – 20. miejsce I Sydney 2000 – 10. miejsce).

## Rekordy życiowe
- siedmiobój lekkoatletyczny - 6354 pkt (1998)